# Acciat
Acciat (oficialment Axiat) segons toponimiaoc.webs.com/09arija.htm és un municipi francès, situat al departament de l'Arieja i a la regió d'Occitània.